# Cunaxa eupatoriae
Cunaxa eupatoriae är en spindeldjursart som beskrevs av Chinniah och Mohanasundaram 200. Cunaxa eupatoriae ingår i släktet Cunaxa och familjen Cunaxidae. Inga underarter finns listade i Catalogue of Life.